# Melissa Coates
Melissa Coates (18 de junio de 1971-23 de junio de 2021) fue una luchadora profesional, actriz, culturista y modelo canadiense. Conocida por su trabajo en Ohio Valley Wrestling y Deep South Wrestling, así como varios circuitos independientes. Además es famosa por aparecer en las dos primeras temporadas de Extreme Dodgeball.

## Carrera
Después de entrenar bajo la tutela de Killer Kowalski, Coates se trasladó a Louisville, Kentucky para comenzar a entrenar en Ohio Valley Wrestling, el territorio de desarrollo de la World Wrestling Entertainment. Coates hizo una aparición en Backlash, luchando contra Chris Masters en un "Masterlock Challenge" en el que se ofrecían 1000$ a quien pudiese romper la Master Lock, pero fue derrotada. Tras ello, Coates fue situada como entrenadora de OVW y se convirtió en la ejecutora del stable Bolin's Services de Kenny Bolin. Poco después, Coates dejó la WWE y fue a World Xtreme Wrestling.

## Muerte
Falleció el 23 de junio de 2021 por COVID-19.

## Campeonatos y logros
- Lucha libre profesional
  - !Bang! / Funking Conservatory
    - !Bang! Women's Tag Team Championship (1 vez, actual) – con Claudia Reiff[9]

  - Great Championship Wrestling
    - NWA/GCW Women's Championship (1 vez)[10]

  - Otros títulos
    - IUWA (Indiana) Diva's Championship (1 vez, actual)[9]
    - DRAGON'CON Women's Championship (1 vez, actual)[9]

- Culturismo
  - 1991 Windsor Physique – 1.ª (PL)
  - 1992 Eastern Ontario – 1.ª (PM)
  - 1993 Ontario – 1.ª (MW)
  - 1994 Canadian Championships – 1.ª (PM)
  - 1996 Jan Tana Classic – 1.ª (Overall)[11][12]
  - 1996 IFBB Ms. Olympia – 9.ª[13]
  - 1997 IFBB Ms. International – 6.ª[14]
  - 1997 IFBB Ms. Olympia – 11.ª[13]
  - 1999 IFBB Ms. International – 13.ª[14]